# Cementiri vell de Castelldans
El Cementiri vell de Castelldans és un cementiri del municipi de Castelldans (Garrigues) inclosa en l'Inventari del Patrimoni Arquitectònic de Catalunya.

## Descripció
És un cementiri situat en un desnivell del terreny, el seu esquema compositiu s'adapta a la topografia del loc. Té una planta quadrangular sense coberta, s'aixequen uns murs de dos metres d'alçada aproximadament, rematats per una amplia cornisa plana de rajola, al centre de la qual hi ha una sanefa ornamental formada amb una filera de teula àrab. Els murs són de pedres irregulars i sense desbastar majoritàriament, tot i que a llocs puntuals veiem carreus regulars que possiblement formaven part d'una altra construcció. La porta d'entrada és petita, orientada cap al poble i rematada per una senzilla creu.

## Història
Es desconeix quan fou construït; però se sap que es clausurà a finals de segle xix, aproximadament entre els anys 80 i 90. Tocant el cementiri sembla que hi ha restes d'una construcció que podria haver estat l'església primitiva. El cementiri s'hauria edificat aprofitant materials de l'antiga construcció i potser ocupa el lloc d'una necròpolis preexistent.